# Бентивольо, Санте
Санте Бентивольо (итал. Sante Bentivoglio; Поппи, 1424 — Болонья, 1 октября 1463) — правитель Болоньи с 1445 по 1463 г., незаконнорождённый сын Эрколе Бентивольо, внук Джованни I, двоюродный брат Аннибале I Бентивольо.

## Биография
Был воспитан во Флоренции при дворе Козимо де Медичи. Согласно другим источникам, рождённый женой торговца шерстью Аньоло из Кашезе от внебрачной связи с Эрколе Бентивольо, провёл детство в Поппи, ничего не зная о своем происхождении. Позднее был отправлен во Флоренцию к купцу Ниччио Солосмеи изучать ремесло обработки шерсти. Незадолго до смерти отец признался нескольким ближайшим друзьям, среди которых был граф Франческо Гуиди, что Санте является его сыном. Граф около 1440 г. был изгнан из Флоренции в свои владения в Поппи, после чего отправился в Болонью и представил Санте его двоюродному брату Аннибале I Бентивольо.

По утверждению же Никколо Макиавелли, знакомого с этой историей по воспоминаниям очевидцев, после гибели Аннибале I в 1445 г. 
...разгневанный народ перебил  всех Каннески, ибо дом Бентивольи  пользовался в то время народной любовью. И так она была сильна, что когда  в Болонье не  осталось никого из Бентивольи, кто мог  бы управлять государством, горожане, прослышав о некоем человеке  крови Бентивольи, считавшемся ранее сыном кузнеца, явились к нему  во Флоренцию  и вверили  ему власть, так  что он управлял  городом до  тех самых  пор,  пока мессер  Джованни не вошёл в подобающий правителю возраст.
На первом этапе, стремясь положить конец распрям среди знатных семей Болоньи, добился роспуска коллегии Шестнадцати реформаторов, которую заменил магистратурой, составленной всего из шести членов, в которую вошли, помимо самого Санте, Ромео Пеполи, Людовик Марескотти, Дионисио да Кастелло, Гаспаре Мальвецци и Джованни Фантуцци — все члены фракции «бентивольянцев». Позднее, в рамках выстраивания отношений с папской властью пришел к другой системе административного устройства. 24 августа 1447 г. было достигнуто соглашение с Папой, в результате которого Болонья признала право папского легата участвовать в управлении городом наравне с магистратом, избранным горожанами (в виде восстановленной коллегии Шестнадцати реформаторов, а также старейшин, гонфалоньеров и т.д), за городом также признавалось право иметь собственные доходы и войско. Это соглашение было подтверждено в 1454 г. и фактически стало «хартией вольности» Болоньи, сохраняясь в силе до конца XVIII в..
19 мая 1454 г. женился в Болонье, в церкви Сан Джакомо на четырнадцатилетней Джиневре Сфорца, дочери Алессандро Сфорца, синьора Пезаро.
Семейная пара имела четверых детей, из которых две дочери умерли в раннем детстве. Дочь — Костанца (1458—1491 гг.), вышла замуж за Антонмария Пико да Мирандола; сын — Эрколе Бентивольо (1459—1507 гг.), был кондотьером, женился на Барбаре Торелли.
Умер от неизвестной болезни в 1463 г., и его место занял его же воспитанник, Джованни II Бентивольо. Спустя шесть месяцев его вдова Джиневра вышла замуж за Джованни и в этом браке родила шестнадцать детей, из которых пятеро умерли в детстве.

## Отражение в искусстве
В истории литературы оставила след любовь Санте Бентивольо к молодой красавице Николозе, жене Никколо Санути, графа Порретта — сохранились стихи и любовные сонеты, написанные для влюбленных Джанотто Калогроссо (Джанотто из Салерно), и два письма, которыми пара обменялась, по-видимому, в период брака Санте с Джиневрой Сфорца. Кроме того, Санте Бентивольо произвел яркое впечатление на своих современников, от Энея Сильвио Пикколомини (который упомянул его в своих «Комментариях») до Никколо Макиавелли, которого он вдохновил на размышления о бесполезности злоумышлений против правителя, если тот пользуется поддержкой народа(«Государь», гл. XIX).
В 1460 г. Санте Бентивольо начал строительство своего дворца (архитектор Паньо ди Лапо Портиджиани), которое завершил Джованни, сын Аннибале I Бентивольо. Дворец был разрушен в 1507 г. после изгнания семьи Бентивольо из Болоньи.